# Kiosk
Kiosk [kíosk ali kiósk] (perzijsko kūšk) je bil zgodovinsko gledano majhen vrtni paviljon, odprt na nekaterih ali vseh straneh, pogost v Perziji, na indijski podcelini in v Osmanskem cesarstvu od 13. stoletja naprej. Danes v palači Topkapı v Istanbulu in okrog nje še vedno obstaja več primerov te vrste kioska, ki jih je mogoče videti v balkanskih državah.
Beseda se v angleško govorečih državah in tudi v slovenščini uporablja za majhne stojnice, ki ponujajo blago in storitve. V Avstraliji običajno ponujajo hrano. Samostoječi računalniški terminali, ki izdajajo informacije, se imenujejo interaktivni kioski.

## Etimologija
Etimološki podatki kot izvor kažejo na srednjeperzijsko besedo kōšk – palača, portik prek turškega köşk – paviljon in francoskega kiosque ali italijanskega chiosco. 

## Zgodovina in izvor
Kiosk je odprta poletna hiša ali paviljon, ki ima običajno streho, podprto s stebri z zaslonskimi ali popolnoma odprtimi stenami. Kot stavbno vrsto so jo najprej uvedli Seldžuki kot majhno zgradbo, pritrjeno na glavno mošejo, ki je bila sestavljena iz kupolaste dvorane z odprtimi obokanimi stranicami. Ta arhitekturni koncept se je postopoma razvil v majhno, a veličastno rezidenco, ki so jo uporabljali osmanski sultani, najbolj znana primera katere sta verjetno Popločani kiosk (»Çinili Köşk« v turščini) in bagdadski kiosk (»Bağdat Köşkü« v turščini). Prvega je leta 1473 zgradil Mehmed Osvajalec v palači Topkapı v Istanbulu in je sestavljen iz dvonadstropne stavbe, ki je na vrhu s kupolo in ima odprte strani s pogledom na vrtove palače. Bagdadski košk je v palači Topkapı v letih 1638–39 tudi zgradil sultan Murat IV.. Stavba je spet kupolasta in ponuja neposreden pogled na vrtove in park palače ter arhitekturo mesta Istanbul.
Sultan Ahmed III. (1703–1730) je zgradil tudi stekleno sobo kioska Sofa v palači Topkapı, ki je vključevala nekaj zahodnih elementov, kot je pozlačeni žar, ki ga je zasnoval Duplessis père. Francoski kralj Ludvik XV. ga je podaril osmanskemu veleposlaniku.
Prvi angleški stik s turškim kioskom je prišel preko lady Wortley Montagu (1689–1762), žene angleškega veleposlanika v Istanbulu, ki je v pismu, napisanem 1. aprila 1717 Anne Thistlethwayte, omenil »chiosk«, ki ga opisuje kot »vzdignjenega« z 9 ali 10 stopnicami in zaprtega s pozlačenimi rešetkami«.
Evropski monarhi so sprejeli tip stavbe. Stanisław Leszczyński, poljski kralj in tast Ludvika XV., si je zgradil kioske na podlagi svojih spominov na ujetništvo v Turčiji. Ti kioski so bili uporabljeni kot vrtni paviljoni, kjer so stregli kavo in pijače, kasneje pa so jih spremenili v stojnice za bende in turistične informacijske stojnice, ki so krasile večino evropskih vrtov, parkov in glavnih ulic.
Zimski vrtovi so bili v obliki hodnikov, ki so povezovali paviljon s hlevom in so bili sestavljeni iz prehoda cvetja, pokritega s steklom in povezanih z oranžerijami, rastlinjakom, ptičarjem, fazanerijem in rastlinjaki. V teh zgradbah se jasno kaže vpliv muslimanskih in islamsko-indijskih oblik, zlasti v fazaneriji, kjer je njen višji del priredba kioskov na strehi palače Allahabad, kot je ponazoril Thomas Daniell. Današnji zimski vrtovi vključujejo številne elemente islamske arhitekture, čeprav so se sodobne umetniške oblike premaknile od klasičnih umetniških oblik, ki so se uporabljale v prejšnjih časih.

## Majhne trgovine in kavarne
Na zahodni polobli in v angleško govorečih državah je kiosk tudi stojnica z odprtim oknom na eni strani. Nekateri prodajalci delujejo v kioskih (glej prodajni kiosk (v nakupovalnem središču)), pri čemer prodajajo majhne, poceni potrošne materiale, kot so časopisi, revije, vžigalniki, zemljevidi ulic, cigarete, žive in zamrznjene vabe za ribolov in slaščice .
V Avstraliji se beseda pogosto rabi za manjše stavbe, ki se uporabljajo za razdajanje večinoma pripravljene hrane in pijače, na plažah, v podhodih ali v parkih. Od 21. stoletja naprej so jih veliko nadgradili kjer strežejo boljšo hrano in kavo na način barista.
Informacijski kiosk (ali informacijska kabina) ponuja brezplačne informacije v obliki zemljevidov, pamfletov in druge literature in/ali nasvetov, ki jih ponudi spremljevalec.

## Interaktivni kioski
V elektronskem kiosku (ali računalniškem kiosku ali interaktivnem kiosku) je računalniški terminal, ki pogosto uporablja programsko opremo kioska po meri, zasnovano tako, da deluje, hkrati pa uporabnikom preprečuje dostop do sistemskih funkcij. Dejansko način kioska opisuje takšen način delovanja programske opreme. Računalniško podprti kioski lahko shranjujejo podatke krajevno ali jih pridobivajo iz računalniškega omrežja. Nekateri računalniški kioski zagotavljajo brezplačno, informativno javno storitev, medtem ko drugi služijo komercialnemu namenu (glej prodajni kiosk). Zasloni na dotik, sledilne kroglice, računalniške tipkovnice in gumbi so vse tipične vhodne naprave za interaktivni računalniški kiosk. Kioski z zaslonom na dotik se komercialno uporabljajo kot industrijski aparati, zmanjšujejo linije, odpravljajo papir, izboljšujejo učinkovitost in storitve. Njihova uporaba je neomejena od hladilnikov do letališč, zdravstvenih klubov, kinodvoran in knjižnic.

## Galerija
- Internetni kiosk v Hemerju, Nemčija
- Eden od kioskov verige trgovin R-kioski v Kuupiu, Finska
- Montažni kioski za različne namene na plažah Barcelone, Španija
- Kiosk s teraso v parku v Barceloni, Španija
- Informacijski kiosk Kraljevega vojaškega kolidža Kanade (Royal Military College of Canada)
- Kiosk za prodajo časopisov v Hong Kongu
- Kiosk v New Yorku, 2007
- Stari kiosk v Tel Avivu, Izrael
- Prenovljeni kiosk v Tel Avivu, Izrael
- Novi kiosk v Mariupolu, Ukrajina
- Časopisni kiosk v Moskvi